# Fructuosa Gerstmayer
Schwester Fructuosa Gerstmayer OSB (geb. Maria Gerstmayer) (* 4. Februar 1898 in Weingarten; † 16. September 1952 im Gefangenenlager Oksadok, Provinz Chagang-do, Nordkorea) war eine deutsche römisch-katholische Ordensfrau, Missionarin und Märtyrin.

## Leben
Maria Gerstmayer wurde im Februar 1898 als viertes von zehn Kindern des Kaufmanns Max Gerstmayer und seiner Ehefrau Juliana geboren. 1921 trat sie bei den Missions-Benediktinerinnen von Tutzing ein, nahm den Ordensnamen Fructuosa an (lateinisch für: die Fruchtbringende) und machte sich am 4. September 1926 auf den Weg in die Mission nach Korea (im Bereich des Klosters Tokwon). Dort versorgte sie als vorstehende Krankenschwester der Maria-Hilf-Klinik Patienten und kümmerte sich um die Bevölkerung in den Armenvierteln und Bettler in der Umgebung. Zweimal erkrankte sie während ihrer Zeit in Korea an Typhus. Nach der Machtübernahme 1945 ließen die Kommunisten sie vier Jahre weiterarbeiten, bis die koreanische kommunistische Geheimpolizei sie und zwei ihrer Mitbrüder und Schwestern am 10. Mai 1949 in das Gefangenenlager Oksadok verschleppte. Dort wurde sie als Küchenhilfe eingesetzt und flickte nachts Handschuhe, bis sie dort im September 1952 starb.

## Gedenken
Die Römisch-katholische Kirche in Deutschland hat Schwester Fructuosa Gerstmayer gemeinsam mit weiteren Märtyrern am 10. Mai 2007 in das deutsche Martyrologium des 20. Jahrhunderts aufgenommen.